# Czesławice (Janisławice)
Czesławice – część wsi Janisławice w Polsce, położona w województwie wielkopolskim, w powiecie ostrowskim, w gminie Sośnie.
W latach 1975–1998 Czesławice należały administracyjnie do  województwa kaliskiego.